# ビセンテ・アミーゴ
ビセンテ・アミーゴ（Vicente Amigo Girol, 1967年3月25日 - ）は、スペインアンダルシア州出身のフラメンコ・ギタリストで作曲家。

## バイオグラフィ
アンダルシア州、セビージャ県のグァダルカナルに生まれ、5歳の時に同州のコルドバに移り住む。3歳の時にテレビで見たパコ・デ・ルシアの演奏でフラメンコ・ギターを知り、8歳の時にギターを弾き始める。
フラメンコギターのマスター、フアン・ムニョス“エル・トマテ”やメレンゲ・デ・コルドバに師事。10代にはマノロ・サンルーカルのグループに加入し5年間活動した。
1980年代末にソロ活動をはじめ、ラ・ウニオンやコルドバのコンクールで優勝し脚光を浴びる。1990年代に入るとデヴィッド・ボウイの前座を務めたこともある。1991年にソニー・ミュージック（スペイン）のコロムビア・レコードよりDe mi Corazón al Aire（邦：『我が心を風に解き放てば』）をリリースし、アルバム・デビューを果たす。1995年にはVivencias Imaginadas（邦：『魂の窓』）を、1997年にPoeta（邦：『ポエタ』）をリリース。Poetaのタイトル・トラックはフィギュアスケートのテーマ曲として、ソニア・ラフエンテや、ステファン・ランビエール、北村明子、金彩華、太田由希奈らによって使用されている。 
2000年にはBMG Spainより、Ciudad de las Ideas（邦：『イデアの街』）をリリース。アルバムは2001年にグラミー賞 Latin Grammy for the Best Flamenco Album を受賞。2005年にUn Momento en el Sonido（邦：『音の瞬間』）をリリース。後にBMGはソニー・ミュージックに合併吸収されたため、ソニーに戻ることになり、2009年にPaseo de Graciaをリリース。2013年に発売されたTierraは、ケルト音楽を取り入れたアルバムとなる。

## ディスコグラフィ
| アルバム                | レーベル           | 発表年 |
| ----------------------- | ------------------ | ------ |
| De mi Corazón al Aire   | Columba/Sony Spain | 1991   |
| Vivencias Imaginadas    | Columba/Sony Spain | 1995   |
| Poeta                   | Columba/Sony Spain | 1997   |
| Ciudad de las Ideas     | BMG Spain          | 2000   |
| Un Momento en el Sonido | BMG Spain          | 2005   |
| Paseo de Gracia         | Sony Music         | 2009   |
| Tierra                  | Sony Music         | 2013   |